# Guarany FC (Bagé)
Guarany FC, ook bekend als Guarany de Bagé is een Braziliaanse voetbalclub uit Bagé in de staat Rio Grande do Sul.

## Geschiedenis
De club werd opgericht in 1907 en werd vernoemd naar Antônio Carlos Gomes, wiens bijnaam Il Guarany was. De club werd twee keer staatskampioen. Rivaal de club is stadsgenoot Grêmio Esportivo Bagé.

## Erelijst
Campeonato Gaúcho
1920, 1938